# Kuivasaari (ö i Södra Savolax, S:t Michel, lat 61,85, long 26,59)
Kuivasaari är en ö i Finland. Den ligger i sjön Puula och i kommunen Hirvensalmi i den ekonomiska regionen  S:t Michel och landskapet Södra Savolax, i den södra delen av landet, 210 km norr om huvudstaden Helsingfors. Öns största längd är 2 kilometer i sydöst-nordvästlig riktning.